# Agricol Moureau
Agricol Moureau, né à Avignon le 6 novembre 1766 et mort à Aix-en-Provence le 23 décembre 1842, est un prêtre défroqué, devenu jacobin, rédacteur au Courrier d'Avignon, initiateur de la création du département du Vaucluse, administrateur du Directoire de ce département, et commissaire du Directoire à Paris. Il a comme surnom le « Sans-culotte du Midi ».

## Biographie
Né à Avignon, en 1766, il entre très jeune dans les ordres, fait ses humanités et enseigne la rhétorique au collège des Frères de la doctrine chrétienne à Beaucaire.
Enthousiasmé par les idées révolutionnaires, en 1790, il prête serment à la Constitution civile du clergé, devient avocat et retourne à Avignon. Il est engagé comme rédacteur du Courrier d'Avignon par Sabin Tournal. Impliqué avec lui dans le Massacre de la Glacière, il bénéficie de l'amnistie du 26 mars 1792.
Nommé procureur de la commune d'Avignon, en 1793, il intervient auprès de la Convention nationale avec le député Stanislas Joseph François Xavier Rovère pour obtenir la création d'un 87e département français qui porterait le nom de Vaucluse. Les deux hommes obtiennent gain de cause le 25 juin 1793 par un décret réunissant les districts d'Apt, Avignon, Carpentras et Orange. Le 5 septembre 1793, Moureau devient administrateur du directoire du nouveau département, fonction à laquelle il est reconduit en floréal, An II.
À la suite de la mort de son neveu Joseph Agricol Viala, face aux fédéralistes des Bouches-du-Rhône, le 5 juillet 1793, il rencontre Robespierre. Le récit qu'il lui fait des exploits du jeune garçon le font immédiatement considérer comme un « martyr de la Révolution ».
Soupçonné d'avoir falsifié des témoignages relatifs à une échauffourée sanglante qui s'était déroulée à Beaucaire le 1er avril 1793, il est accusé d'avoir truqué la traduction en français des dépositions faites en provençal et arrêté sur ordre du Comité de sûreté générale de Paris, le 8 décembre 1793.
En dépit du soutien du Directoire du département de Vaucluse, des sociétés patriotiques de Marseille, Nîmes, Beaucaire, Avignon et Orange, il est incarcéré quatre mois au Luxembourg. Seule l'intervention personnelle de Robespierre lui permet d'obtenir un non-lieu le 26 germinal (15 avril 1794).
Il revient à Avignon. Étienne Christophe Maignet, le représentant en mission pour le Vaucluse et les Bouches-du-Rhône, l'installe comme administrateur de son département. Il y fait régner la Terreur, tant à Bédoin où l'Arbre de la Liberté est arraché, qu'en créant la « Commission populaire d'Orange », tribunal sans appel, qui sévit du 1er messidor au 17 thermidor de l'An II (19 juin au 4 août 1794). Durant ces 47 jours, ce tribunal présidé par Jean Fauvety, assisté de quatre juges, envoie à l'échafaud 322 personnes sur les 583 qui ont comparu.
Moureau, qui a préféré rester dans l'ombre depuis sa libération, réapparaît en public lors de la Fête de l'Être suprême le 20 prairial (8 juin 1794) où l'ancien doctrinaire exalte le culte de cette nouvelle divinité. Puis le 30 messidor (18 juillet 1794), il préside à Avignon les festivités à la gloire des jeunes Bara et Viala.
Le même jour, à Paris, Robespierre organise une grandiose cérémonie en l'honneur des deux jeunes héros de la République. Elle doit se conclure par le transfert de leurs cendres au Panthéon. Mais cet ultime hommage est repoussé au 10 thermidor (28 juillet). Il n’a jamais eu lieu puisque la veille de ce jour, l'Incorruptible et ses principaux partisans sont arrêtés et jugés puis conduits, le lendemain, à la guillotine.
Dans le Vaucluse, le 25 thermidor (12 août 1794), le député Rovère obtient du Comité de sureté générale un mandat d'arrêt contre Moureau. Ce dernier réussit à fuir et reste introuvable. Ce qui n'empêche point la réaction thermidorienne de se déchaîner à travers la première terreur blanche. Le 8 messidor, An III (26 juin 1795), dans l'après-midi, sur la place du palais des papes d'Avignon, les membres de la « Commission populaire d'Orange » sont guillotinés et leurs corps jetés dans le Rhône.
La capitale continue à être agitée par de nouveaux troubles qui culminent au cours du mois de vendémiaire An IV. Ce qui permet le 4 brumaire (26 octobre 1795) au Directoire de prendre le pouvoir. Les nouveaux directeurs nomment Louis Fréron, représentant en mission dans le Vaucluse. Et celui-ci, dès son arrivée, place Moureau sur le siège de président du Tribunal criminel.
Dans l'exercice de ses nouvelles fonctions, il est accusé d'avoir couvert l'exécution sommaire de cinq royalistes le 26 pluviose, An V (14 février 1797). Il préfère à nouveau fuir et se cacher. Il est cependant dénoncé et retrouvé dans la cave d'une maison de la rue des Trois-Pilats d'Avignon. Avec quarante-quatre autres conjurés, il est transféré pour être jugé devant le tribunal de Valence puis devant celui de Grenoble. Ce dernier jugement lui permet d'être acquitté.
Lavé de tous soupçons, Moureau peut reprendre du service politique. Il devient le « régulateur » du Cercle constitutionnel d'Avignon, puis est élu pour siéger au Conseil des Cinq-Cents mais n'y a pas siégé car le Directoire a cassé son élection. Il devient Commissaire du Directoire en l'An VIII (1799-1800). Il cesse d'exercer ses fonctions le 21 nivose (11 janvier 1800).
Resté à Paris, il ouvre un cabinet d'avocat puis, en 1807, est nommé juge de paix dans le 5e arrondissement. Fait chevalier de la Légion d'honneur, il devient après 1830 rédacteur au journal Le Constitutionnel. Malade et quasiment aveugle, il se démet de ses fonctions en 1838 et se retire à Aix-en-Provence où il décède en 1842.

## Œuvre
En 1818, il rédige et fait publier Réflexions sur les protestations de Pie VII relativement à Avignon et au Comtat Venaissin.